# Золотий кубок КОНКАКАФ 2015 (кваліфікація)
Плей-оф кваліфікації Золотого кубка КОНКАКАФ 2015 (англ. 2015 CONCACAF Gold Cup qualification (CFU–UNCAF play-off)) — двоматчева зустріч, яка пройшла 25 і 29 березня 2015 року для визначення останньої команди, що кваліфікується на Золотий кубок КОНКАКАФ 2015. Зустріч у подібному форматі проходила вперше, до цього усі суперники визначались в рамках регіональних турнірів.

## Передумови
У березні 2014 року віце-президент КОНКАКАФ Хорас Баррелл заявив, що п'ята команда Карибського кубка 2014 року і Центральномериканського кубка 2014 року зустрінуться в плей-оф, де і розіграють останню 12 путівку на турнір. Цими збірними стала Французька Гвіана від Карибського футбольного союзу (CFU) та Гондурас від Футбольного союзу Центральної Америки (UNCAF).
Ігри відбулися 25 і 29 березня 2015 року під час єдиного міжнародного вікна на календарі FIFA між Карибським кубком 2014 року і Золотим кубком КОНКАКАФ 2015 року. Тим не менш ігри спочатку планувалося провести в січні 2015 року.

## Матчі

### Перший матч
| 25 березня 2015 19:00 UTC−3 |

| Французька Гвіана         | 3–1      | Гондурас     |
| ------------------------- | -------- | ------------ |
| Торвік 26' Пріва 27', 62' | Протокол | Бенгстон 18' |

| «Стад Мунісіпаль», Каєнна Арбітр: Сезар Артуро Рамос (Мексика) |

### Другий матч
| 29 березня 2015 19:00 UTC−6 |

| Гондурас                  | 3–0      | Французька Гвіана |
| ------------------------- | -------- | ----------------- |
| Нахар 30', 32' Лосано 45' | Протокол |                   |

| «Естадіо Олімпіко Метрополітано», Сан-Педро-Сула Арбітр: Марк Гейгер (США) |

 Гондурас виграв з рахунком 4:3 за сумою двох матчів та кваліфікувався на Золотий кубок КОНКАКАФ 2015 року.